# 赤い鳩
『赤い鳩』（アピル）は、小池一夫原作、池上遼一作画による漫画である。幕末の京都、土佐を舞台に、主人公たちは日本人のルーツと古代ユダヤの関係の証拠を探す旅をする。架空の人物のほかに、新撰組の隊士を初めとした幕末の有名人が登場する。
ヨセフ・アイデルバーグ著「大和民族はユダヤ人だった」（たま出版）に基づいて、原作者小池一夫が自らの日ユ同祖論を論じた作品である。
小学館『ビッグコミックスピリッツ』に1988年5月30日号から1989年9月11日号まで連載された。

## 概要
新撰組隊士馬庭実行が、宣教師オードル・ヘボンと共に、日本人のルーツが古代ユダヤにあることの証拠を探す旅をする話である。作中で架空の人物と幕末の実在人物が日ユ同祖論を論じ合う。
「赤い鳩（アピル）」とは日本人のルーツを求めて旅する馬庭実行とオードル・ヘボンたちを意味している。

## あらすじ

### 京都
1864年（元治元年）6月5日午後10時、幕末の京都で池田屋事件の夜に、若き新撰組隊士の馬庭実行が路上で外国人宣教師オードル・ヘボンに出会う。新撰組に捕らえられたヘボンは処刑されることになり、実行が斬首を命じられた。ヘボンから「カゴメの唄」のなぞを聞き、反発しながらも日本人と古代ユダヤの共通点について聞くと動揺して、ヘボンの命を助ける。その後も土方歳三に命じられて、沖田総司と共にヘボンの処刑をしようとするができなかった。実行が新撰組にふさわしくないと思った沖田は、ヘボンを助ける条件として、新撰組を脱走してヘボンと古代ユダヤの謎解きの旅をするように命じられる。
京都の山奥の大広寺に滞在して、逃亡のため修行僧に変装していると、ロシア人の北の民（砂馮族）の刺客が実行たちを襲うが、駆けつけた土方の加勢により暗殺に失敗し、刺客たちは焼身自殺する。土方にも認められて、実行たちは旅を続ける。ヘボンは、北の民が古代ユダヤとの関係を証明するものを大広寺に奪いに来たと思い、寺の墓を探索して、ダビデの星と北イスラエルの紋章、ヒラクティリー、金の仔牛の像の耳を見つける。土方はヘボンを斬ろうとするが許して、結核で余命いくばくもない沖田を託す。
実行とヘボンが旅をしていると、道端の茶屋で白昼から酔っ払っている岡田以蔵が実行に勝負を挑む、突然現れた沖田が加勢して実行を助ける。
半井仲庵の家で、沖田は残された命を、ヘボンたちと共に謎解きのために使う約束をする。実行とヘボンは、半井の娘で沖田の恋人のおうらに空き家になっている、元パトロンの鷹小路宮の屋敷を紹介される。公家の衣装を身にまとい屋敷に行くと、暗殺者河上彦斎が学者の佐久間象山を惨殺してるところであった（1864年7月14日）。目撃された河上は実行を挑発し、実行は激して剣を交えるが、ヘボンの助けにより実行が勝つ。ヘボンが石で止めを刺す。
後に、金の仔牛の耳を手に入れたのが、大広寺であることを沖田から聞いて、大広寺に行って「いさら井」の中に入り、秘密の水中の通路を通る。すると、洛北の丘陵地帯に出る。入口には開封の真清寺にある弘治碑があった。さらに行くと、八幡宇佐宮があり、宮を建造させている村の女族長の勝綾に出会う。勝は豊前の宇佐宮と同じ八幡宇佐宮を建設しようとしていた。実行達も強制的に宮の建造に従事させられる。ある晩、沖田の提案により実行が勝を襲い、秘密を聞き出そうとする。勝たちを制圧することが成功したが、実行が勝が飼っていた狼にかみつかれてしまい、狂犬病に罹患してしまう。
その時、北の国からの刺客ロシア皇帝の娘ブロンシュテインと従者が村を襲う。日本人のルーツを示す金の子牛を見つけ出して証拠隠滅する。それを、阻止しようとした勝綾の部下達は、ブロンシュティンたちによって倒される。ブロシュテインと二人の従者は金の仔牛破壊し満足するが、仔牛を見つけた時に受けた毒矢のトラップに係り絶命する。
勝は実行に狂犬病をうつされて死ぬ。実行は勝に教えてもらった解毒薬を飲んで、九死に一生を得る。勝が死ぬ直前に勝から日ユ同祖論の秘密を聞く、それは秦氏が失われた十部族の末裔であるという事実である。勝より豊前の求菩提山へ行くように言われる。
井戸をたどって実行とヘボンたちは京都に戻る。ちょうどその時京都で、1864年8月20日に蛤御門の変が起こる。すでに新撰組を抜けていたが、沖田は戦いの音を聞いて抑え切れなくなり戦いに参加する。沖田は真木和泉と戦って、真木を倒す。戦いの後で、結核が悪化して沖田は病死する。

### 大阪
沖田の死を見届けた実行とヘボンは、土方より50両を貰って旅を続ける。立ち寄った大阪の旅籠の厠で密書を見つけたことがきっかけで坂本龍馬に出会う。松平容保の別式女である生天目トヨが実行達を密偵であると疑い、番所に連れて行き投獄する。生天目が実行とヘボンを逃がす。
実行の書いた厠の張り紙を見た龍馬が、実行に土佐の山内容堂あての密書を預ける。実行とヘボンと龍馬を奉行者が捕らえようとした時、生天目トヨが逃走を助ける。松平容保が龍馬を捕縛しようとするが。ヘボンの馬に乗って逃れる。寝返った生天目と実行を殺そうとするが、逃れる。海軍操練所で龍馬と西郷隆盛に会う。
一行に、生天目が加わり、次に宿泊した旅籠で、旅籠の家族になりすましていた盗賊かげろうの一味に捕まる。一味はチャンドラーという武器商人からガトリング砲を買う。一味は捕らえに来た東町奉行所の役人達をガトリング砲で殺害する。しかし、チャンドラーはガトリング砲を使って一味を殺害する。そして、実行たちがチャンドラー達を殺害する。さらに、チャンドラーが乗ってきた機帆船の乗組員と戦い、船を強奪して。洋妾にするために誘拐された日本人の女性達を救出する。

### 土佐へ
強奪した機帆船に乗って土佐を目指す。途中で、投身自殺を図った女性を助けるために機帆船を停止させ、船のタービンが折れて運行不能になる。その時、熊野の海賊が商船を強奪しようとする。実行たちは熊野の海賊船を逆に奪う。海賊船で土佐に向かう。
土佐で山内容堂に坂本龍馬の密書を渡す。容堂を襲った刺客を撃退した礼として、『釈日本紀』を見せてもらう。『釈日本紀』を解説した八束八十八が、ヘボンの問いに対して、聖書と日本書紀の共通点から日ユ同祖論を論じる。八束は実行たちを、かつて八束と共に日ユ同祖論を論じた、漂流民のヨハン宣教師に会わせる。その時、南の民が証拠を隠滅するために、実行たちを襲う。

## 登場人物
馬庭実行（まにわ じっこう）
架空の人物。本名は樋口実行。馬庭念流の第11代の極意継承者で樋口家の跡取り。新撰組の隊士で、オードル・ヘボンと出会い日ユ同祖論を聞くが反発する。ヘボンの説に反論するために、沖田の許しによって新撰組を脱走してヘボンと共に日ユ同祖論を探求する旅に出る。土方歳三にも許可を受ける。京都で生天目トヨに出会い、相思相愛になり、肉体関係を結ぶ。土佐に行く途中で、女海賊隅と戦い耳を失う。土佐で南の国の蛮族と戦って死ぬ。
オードル・ヘボン(平凡)
架空の人物。イギリス系ユダヤ人を父に、日本人を母に持つバテレン（カトリックの宣教師）である。日ユ同祖論の証拠を集めて深く調べるために派遣され、長崎の出島を経由して京都に来た。バァチカンとエルサレムに行ったこともある。武器を運搬する商船の船長の子として生まれるが、海賊船に襲われて、両親と姉を殺害される。母国語は英語で、日本語を自由に操り、漢文や聖書のヘブル語にも堪能である。指弾技の達人でもある。ヘボンはの自分自身で日ユ同祖論と黙示録の終末論を研究しており仮説を立てている。その仮説の立証のために命をかけている。長州藩の桂小五郎と知り合いで、新撰組の池田屋事件の夜にたまたま池田屋にいたために、新撰組に不審人物として捕らえられる。新選組に処刑されるところを馬庭と沖田に助けられる。命を助けられた後、沖田の勧めで、新撰組を脱走した実行と共に旅に出る。ヘボンは日本とユダヤの連合を実現するために、日本人のルーツがユダヤ人にあることを証明しようと研究している。そして、日本とユダヤの連合を阻止するための北の強国の刺客が、ヘボンを襲撃されたこともある。髭を生やして男ということになっているが、女であるようなことをほのめかすところもある。また、名前を英語読みすると「オードリー・ヘプバーン」となる。
沖田総司（おきた そうし）
秦ノ原で岡田以蔵と戦い、斬り殺す。蛤御門の変の直後、京都で結核のため死去する。
岡田以蔵（おかだ いぞう）
土佐藩の暗殺者。伝説の人斬り。作中では馬庭たちに加わり旅をする。酔っていたときに「いさら井」に落とされて、秦ノ原で実行とヘボンと沖田に会う。沖田と剣を交えて敗れる。
佐久間象山（さくま しょうざん）
作中では河上彦斎に惨殺される。
河上彦斎（かわかみ げんさい）
蘭学者。作中では馬庭実行と剣を交えて負ける。直後にオードル・ヘボンに殺害される。
勝綾（すぐる あや）
秦の始皇帝の直系の子孫の巫女。北京語が母国語である。北洛・秦ノ原に住み、八幡宇佐宮の造営の指導をしている。実行に狂犬病を移されて死ぬ。
ブロンシュティン
ロシア皇帝アレクサンドル2世の次女。日本に北イスラエル王国の民が祭った金の仔牛を探しに、従者2人と共に来日する。馬庭たちを追って秦ノ原の村に進入する。村を襲い馬庭たちを拘束する。馬庭たちの助言により、証拠の金の仔牛見つけて破壊し、証拠を隠滅をする。仔牛のあった洞窟のトラップの毒矢によって部下たちとともに絶命する。
おうら
半井仲庵の娘で沖田総司の愛人。新撰組と深い関係にある。沖田の子を身ごもり、沖田の最期を看取る。
生天目トヨ（なまため とよ）
京都所司代の探索方で松平容保の別式女。最初、馬庭実行と剣を交えるが、突然月経が始まり負ける。後に実行と相思相愛になり、実行とヘボンと共に旅に行く。実行の子供を身ごもる。
可児才蔵（かに さいぞう）
京都所司代。実行とヘボンを疑い投獄する。
坂本龍馬（さかもと りょうま）
土佐脱藩浪士で幕府の海軍操練所の所員。山内容堂よりリボルバーのピストルを預かる。実行たちに容堂宛ての密書を渡す。松平容保に捕らえられそうになり、ヘボンのと共に海軍操練所に逃亡する。
松平容保（まつだいら かたもり）
会津藩主。当時は京都守護職で京都に滞在中。、別名会津中将、京都守護職。別式女のトヨが出奔しようとするのを、会津藩軍を率いて追う。トヨと実行の成敗に失敗し、実行にピストルを持った右手を切り落とされる。
佐々木(ささき)
京都見廻組の隊長で、トヨを成敗しようとして不動明王の寺に隊と共に突入し、実行に斬られる。
西郷隆盛（さいごう たかもり）
薩摩軍の司令官として幕府の海軍操練所につめていたところ、長州軍の襲撃を受けて撃退する。ヘボンと龍馬に会うために海軍操練所に行った実行たちは、西郷が指揮する薩摩軍に加勢する。戦いの後、ヘボンが西郷と坂本に日ユ同祖論を語る。
本居宇伊次（もとおり ういじ）
元は旅館の客。盗賊に一味によって鎖につながれ、写真機を研究している。ヘボンの助けによって写真撮影に成功する。チャンドラーとの戦いに巻き込まれてガトリング砲の銃弾を被弾して死ぬ。
チャンドラー
武器商人。ガトリング砲を盗賊に提供する。盗賊が使うことを宣伝材料として使おうとしている。由良の洋妾だった。事故で由良を死なせてしまう。生天目トヨに切られて死ぬ。
由良（ゆら）
盗賊かげろう一味のメンバー。元チャンドラーの洋妾。チャンドラーと接触した事故で、首の骨を折って死ぬ。
隅（くま）
熊野の一隅生まれの海賊の女首領。実行と戦って負ける。
山内容堂（やまのうち ようどう）
元土佐藩主。明治維新の立役者。作中では、坂本龍馬の手紙を持参した馬庭実行とオードル・ヘボンを受け入れ、卜部兼方の『釈日本紀』を見せる。死に行く実行に、日ユ同祖論の謎を解くことを約束する。
八束八十八（やつか やそはち）
90歳代の土佐藩の国学者で山内容堂に仕えている。イギリス宣教師ヨハンと共に聖書と日本神話の比較研究をする。が南の蛮族と戦いヨハンと共に死ぬ。
ヨハン
イギリスの宣教師。土佐沖で難破して、土佐にたどり着き八束に出会う。八束に英語を教えて、聖書と日本神話の比較研究をして、日ユ同祖論を唱える。八束の所有する山に身を隠す。研究成果を筒に入れて海に流したことにより、南の国の蛮族から襲撃されて、南の民の攻撃に切り込んで八束と共に死ぬ。

## ヘボンが論じる歴史観・終末論
オードル・ヘボンは聖書の預言によると、146年後（2010年）のハルマゲドン(滅亡の平原)が始まり、2017年まで続くという。そのために北の強国、黄色い皮膚の民の国、南の王族、よみがえったローマ人たちと失われた十部族と日本との連合の民の五つの民族が戦う。最後に失われた十部族を祖先に持つ、ユダヤと日本の連合が生き残ると言う。そして、ハルマゲドンにも平和が来て、人類は復活する。

## ヘボンが論じる日ユ同祖論
- 日本のわらべ歌「かごめかごめ」はダビデの楯のことであり、失われた北イスラエルの十部族のことを示し、伊勢神宮の山道の石灯籠にカゴメ紋が記されている。[6]
- 日本語の中にヘブライ語が流入している。例として挙げられているのが、「ハカシュ」(拍手)、「ハヤイ」(速い)、「ハラ」(ハラを立てること)、「コオル」(寒さに凍ること)、「ナハク」(泣く)などである。[7]
- 「日本」は「Nhi-Hon」で、ヘブライ語にすると聖書の国ということになる。[8]
- 神武天皇の称号「神倭伊波昆古命(カムヤマトイワレヒコ・スメラ・ミコト)」はヘブル語で「サマリヤの皇帝、神のヘブライ民族の高尚な始祖」という意味になる。[9]
- 山伏の兜巾とほら貝がユダヤ人祭司のヒラクテリィとショーファー(羊の角の笛)と共通しているということ。[10]
- 「祇園」は「シオン」の転訛である。[11]

## 作品中のヘブル語の意味
- ビッグコミックス全巻の表紙
  - 上部「すべての心とすべての思いで」（申命記6章4節「シェマ・イスラエル（イスラエルよ、聞け）」の一部）
  - 左部「私がはじめであり、終わりである。私のほかに神はない。」（イザヤ書44章6節）
  - 下部「主は天におられ、あなたは地にいるからだ。」
  - 右部「行け、あなたの力で、あなたはイスラエルをミデヤン人から救え。」（士師記6章15節）
- ビッグコミックス第1巻の裏表紙
「あなたはわたしの民ではないと言われたところで、生ける神の子と呼ばれるようになる。」（ホセア書1章10節の後半）
- ビッグコミックス第2巻の裏表紙
「ユダの人たちと、イスラエルの人たちは、一つになる。彼らは、彼らは彼らのために一人の指導者を任命し、偉大なイズレエルの日のためにその地から上ってくるだろう。」（ホセア書1章11節）
- ビッグコミックス第3巻
「その日私は答える。私は天々に答え、彼らは地に答えると主は言われる。地は穀物と新しいぶどう酒と油に答え、彼らはイズレエルに答える。私は彼女を彼女自身のために地に植え、私は愛されないものを愛し、私の民ではないものを私の民と呼ぶ。彼らはあなたは私の神であると言うだろう。」（ホセア書2章21節-23節）
- ビッグコミックス第4巻
「それゆえに、見よ、私は彼女を誘惑し、荒野に連れていき、彼女に優しく語る。彼らはその所を彼女のためにぶどう畑にし、アコルの谷を希望の門にする。そこで、彼女の若い日々の時、彼女がエジプトから来た時のように、彼女は歌うだろう。」（ホセア書2章14節-15節）
- ビッグコミックス第4巻の裏表紙
「私は彼女を砂漠の中に導く。私は彼女の心に語りかける。」（ホセア書2章16節の断片）
- ビッグコミックス第6巻
「主の息が吹きかけると、草は枯れ、花は散る。本当に民は草である。草巻かれて、花は散るが、主のことばは永遠に立つ。」（イザヤ書40章7節、8節）